# SoakSoak
SoakSoak je računalniški virus, ki je bil razvit v Rusiji in je 14. decembra 2014, v samo enem dnevu okužil več kot 100.000 WordPress strani. To je moderno računalniško okolje za ustvarjanje spletišč in je prosto dostopna programska oprema. Okužene so bile vse spletne strani, ki so bile registrirane na istem serverju. Virus ni bil namenjen izrecno WordPress-u, vendar je bilo tega najlažje okužiti zaradi platforme podjetja. Spletno stran je okužil preko priključka RevSlider.  Domena  Soaksoak.ru je  bila registrirana 28. oktobra 2014, gostil pa jo je namenski strežnik 94.23.58.217, ki pripada podjetju OvH network. Virus SoakSoak je trenutno na Googlovi črni listi, kar pomeni, da zablokira spletno stran (teh strani je okoli 1000), ki je okužena s tem virusom oz. uporabnika predhodno opozori, da obiskana spletna stran lahko škoduje računalniku. Google je zaznal SoakSoak okužbo na več kot 17.000 spletnih straneh. 
Virus Soaksoak spreminja datoteko wp-includes/template-loader.php. To povzroči, da se datoteka wp-includes/js/swfobject naloži na vsako stran, ki si jo uporabnik ogleda na spletnem mestu , ki vključuje zlonamerno programsko opremo. Če se to opremo dekodira, se naloži javascript zlonamerne programske opreme iz SoakSoka.ru domene, ki vsebuje datoteko hxxp://soaksoak.ru/xteas/code. Ta datoteka nato okuži vse druge spletne strani, ki se nahajajo na istem strežniku. S temi datotekami ciljajo na Firefox in zadnjo verzijo Internet Explorerja 11. Spletno stran, ki se okuži nato hekerji uporabljajo kot vir za okužbo drugih spletnih strani. Ko je uporabnik okužen, ga lahko spletna mesta nepričakovano preusmerijo na SoakSoak.ru spletne strani in/ali lahko prenesejo zlonamerne datoteke na uporabnikov računalnikih brez njegove vednosti. Te datoteke lahko ogrozijo uporabnikov računalnik tako da na primer, poškodujejo programsko opremo.
Če je uporabnikova spletna stran okužena, se na Google Chromu vidi opozorilo, medtem ko uporabnik želi dostopati do svoje spletne strani ali pa uporabnik dobi obvestilo prek Google Webmasterja v orodnem računu. Google potrebuje nekaj dni, da identificira virus na uporabnikovi strani, lahko pa uporabnik tudi sam ročno preveri, če je njegova spletna stran ranljiva, oziroma izpostavljena virusu. To naredi tako, da odpre sledeči URL njegove spletne strani v iskalniku: www.yourblog.com/wp-admin/admin-ajax.php?action=revslider_show_image&img=../wp-config.php. Če je spletna stran ranljiva, se v nastavitvah to pokaže s podrobnim izpiskom o podatkih, kot so uporabniško ime, geslo in ostalo. Če stran ni ranljiva, se ne pokaže nič.
Eden od načinov za odstranitev tega virusa  je zamenjava okuženih WordPress datotek z novimi originalnimi WordPress datotekami. Priporočljivo je preverjati javascript datoteke in vse ostale WordPress datoteke, v primeru da so tudi te okužene. Ta način čiščenja ni najbolj priporočljiv, ker je velika verjetnost da se bo virus zopet pojavil. Obstaja ogromno datotek, ki se nahajajo v jedru WordPress-a, zato je najbolje, da se posodobi vse datoteke. To se lahko naredi tako, da se v WordPress uporabnik prijavi s svojim računom, poišče v meniju (na levi strani) posodobitve in tukaj poišče gumb »ponovno namesti zdaj«. Prav tako se lahko namesti, kateri koli WordPress varnostni priključek, ki bo skeniral blog in poiskal okužene kode (scripte). Wordfence Security je prosto dostopen varnostni priključek, ki nudi dobro zaščito pred virusi in drugimi grožnjami. Uporabnikovo spletno stran Wordfence Security preveri za že znane okužbe, prav tako pa pregleda tudi datoteke v jedru, ter jih primerja z originalnimi datotekami WordPressa. Najboljši način za odstranitev virusa pa je, da se ga ustavi z uporabo požarnega zidu za spletne strani.
- Črv (računalništvo)
- Heker
- Računalniški virus
- Trojanski konj (računalništvo)
- Zlonamerna programska oprema

1. ↑  »Yourblog«. Yourblog. 13. december 2015.

1. https://blog.sucuri.net/2014/12/soaksoak-malware-compromises-100000-wordpress-websites.html
2. https://blog.sucuri.net/2014/12/soaksoak-payload-analysis-evolution-of-compromised-sites-ie-11.html
3. https://blog.sucuri.net/2014/12/revslider-vulnerability-leads-to-massive-wordpress-soaksoak-compromise.html
4. http://resources.infosecinstitute.com/soaksoak-malware-protect-wordpress-website/

- https://blog.sucuri.net/2014/12/soak
- https://blog.sucuri.net/2014/12/soaksoak-payload-analysis-evolution-of-compromised-sites-ie-11.html
- soak-malware-compromises-100000-wordpress-websites.htmlhttps://blog.sucuri.net/2014/12/revslider-vulnerability-leads-to-massive-wordpress-soaksoak-compromise.html
- http://resources.infosecinstitute.com/soaksoak-malware-protect-wordpress-website/
- https://www.symantec.com/security_response/attacksignatures/detail.jsp?asid=70119

- https://www.stopbadware.org/blog/2014/12/24/soaksoak-malware-infection-hallmarks-and-removal-resources
- http://www.theguardian.com/technology/2014/dec/16/soaksoak-malware-wordpress-blacklisted-google